# Kimball (Alberta)
Kimball est un hameau (hamlet) du Comté de Cardston, situé dans la province canadienne d'Alberta.